# 若親分乗り込む
『若親分乗り込む』（わかおやぶんのりこむ）は、1966年5月3日に大映が配給した、井上昭監督、市川雷蔵主演の任侠映画である。『悪名シリーズ』と並ぶ、大映製作の代表的任侠映画として、市川雷蔵主演でシリーズ化され、合計8作品が製作された中の、第4作である。

## 配役
- 市川雷蔵 :南条武
- 藤村志保 : 柳子
- 本郷功次郎 : 寺井三次郎
- 松尾嘉代 : お峯
- 垂水悟郎 : 北川憲兵隊長
- 守田学 : 小島憲兵曹長
- 北城寿太郎 : 郷田大介
- 戸田皓久 : 竹村少佐
- 高杉玄 : 下田憲兵吾長
- 浜田雄史 : 志村
- 沖時男 : 仙吉
- 福山象三 : 井ロ
- 南条新太郎 : 西野民平
- 原聖四郎 : 高級副官
- 香山恵子 : せつ子
- 橘公子 : たね
- 荒木忍 : 磯田新兵衛
- 遠藤辰雄 : 河村
- 三島雅夫 : 吉村少佐

## スタッフ
- 監督 : 井上昭
- 企画 : 八尋大和
- 撮影 : 今井ひろし
- 美術 : 太田誠一
- 音楽 : 小杉太一郎
- 編集 : 谷口登司夫
- 脚本 : 浅井昭三郎

## 併映作品
- 『座頭市の歌が聞える』 : 田中徳三監督作品

## 若親分シリーズ
- 『若親分』 (1965年) 池広一夫監督
- 『若親分出獄』 (1965年) 池広一夫監督
- 『若親分喧嘩状』 (1966年) 池広一夫監督
- 『若親分乗り込む』 (1966年) 井上昭監督
- 『若親分あばれ飛車』 (1966年) 田中重雄監督
- 『若親分を消せ』 (1967年) 中西忠三監督
- 『若親分兇状旅』 (1967年) 森一生監督
- 『若親分千両肌』 (1967年) 池広一夫監督